# Hutiao Xia
Hutiao Xia (kinesiska: 虎跳峡) är en ravin i Kina. Den ligger i provinsen Yunnan, i den sydvästra delen av landet, omkring 350 kilometer nordväst om provinshuvudstaden Kunming.
Runt Hutiao Xia är det ganska glesbefolkat, med 50 invånare per kvadratkilometer. Närmaste större samhälle är Xiaqiaotou, 9,8 km väster om Hutiao Xia. I omgivningarna runt Hutiao Xia växer i huvudsak blandskog.
Genomsnittlig årsnederbörd är 903 millimeter. Den regnigaste månaden är juli, med i genomsnitt 304 mm nederbörd, och den torraste är november, med 1 mm nederbörd.